# STS-100
STS-100 foi uma missão tripulada à Estação Espacial Internacional. Durante a viagem, o astronauta Chris Hadfield fez a primeira atividade extraveicular realizada por um canadense. A prioridade principal da missão era ativar e verificar o braço robótico Canadarm2 na estação. O componente final do Canadarm, o Mobile Base System (MBS), foi instalado durante a missão STS-111.

## Tripulação
| Posição                  | Astronauta       |
| ------------------------ | ---------------- |
| Comandante               | Kent Rominger    |
| Piloto                   | Jeffrey Ashby    |
| Especialista de missão 1 | Chris Hadfield   |
| Especialista de missão 2 | John Phillips    |
| Especialista de missão 3 | Scott Parazynski |
| Especialista de missão 4 | Umberto Guidoni  |
| Especialista de missão 5 | Yuri Lonchakov   |

## Caminhadas espaciais
| EVA   | Astronautas | Início (UTC)              | Fim (UTC)                 | Duração            |
| ----- | --- | ------------------------- | ------------------------- | ------------------ |
| EVA 1 | Scott Parazynski Chris Hadfield | 22 de abril de 2001 11:45 | 22 de abril de 2001 18:55 | 7 horas 10 minutos |
| EVA 1 | Parazynski e Hadfield implantaram uma antena de UHF no laboratório Destiny. Depois disso, a dupla começou a instalar o Canadarm2. Parazynski e Hadfield encontraram um problema, garantindo o bom torque aplicado ao parafuso. A dupla trocou as Pistol Grip Tool (PGT) para o modo manual e tentou de novo com sucesso.           |                           |                           |                    |
| EVA 2 | Parazynski Hadfield | 24 de abril de 2001 12:34 | 24 de abril de 2001 20:14 | 7 horas 40 minutos |
| EVA 2 | Conectado de alimentação e dados Garra de Fixação (PDGF) circuitos para o braço do novo Destiny. Removido uma antena de comunicações precoce e à transferência de uma reposição de Corrente de comutação Unit (DCSU) da baía de carga do ônibus espacial para um rack de equipamentos de armazenamento no lado de fora do Destiny. |                           |                           |                    |